# Selopampang (plaats)
Selopampang is een bestuurslaag in het regentschap Temanggung van de provincie Midden-Java, Indonesië. Selopampang telt 1561 inwoners (volkstelling 2010).